# Murdannia medica
Murdannia medica är en himmelsblomsväxtart som först beskrevs av João de Loureiro, och fick sitt nu gällande namn av Hong De-Yuan. Murdannia medica ingår i släktet Murdannia och familjen himmelsblomsväxter. Inga underarter finns listade.